# 2nd Air Defense Artillery Regiment
Le 2nd Air Defense Artillery Regiment est un régiment de défense aérienne de l'armée des États-Unis formé initialement en 1821 comme une unité d'artillerie de campagne. 

## Histoire récente

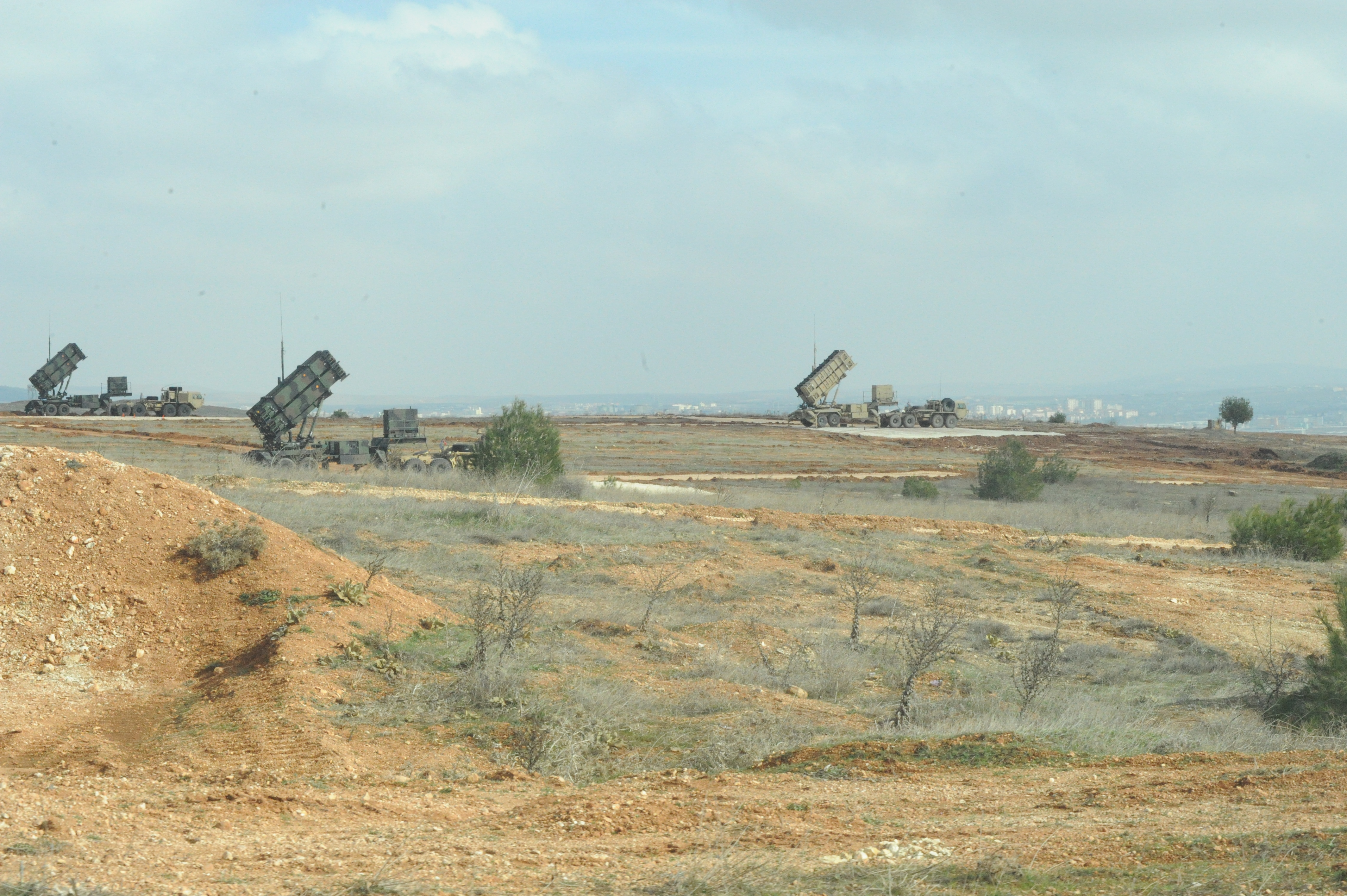
Batterie de missiles MIM-104 Patriot déployé en Turquie en février 2013.

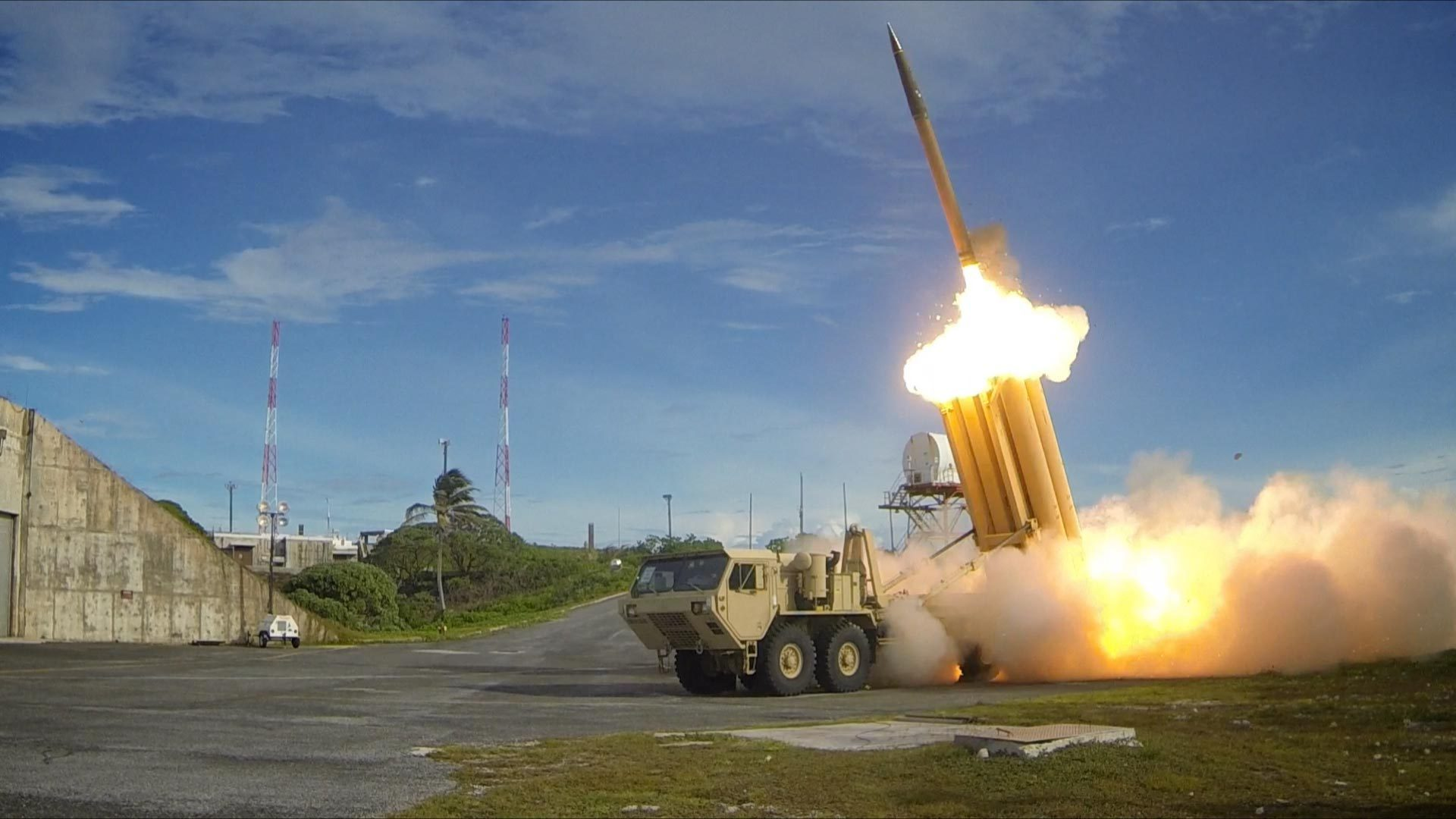
Tir d'un missile THAAD de la Alpha Battery, 2nd Air Defense Artillery Regiment, le 10 septembre 2013.

Depuis mars 2014, une batterie de missiles antimissiles THAAD est déployé sur l'île de Guam pour faire face à la menace balistique nord-coréenne.
La batterie A-2 THAAD (Batterie A, 2nd Air Defense Artillery, Terminal High Altitude Area Defense) de la 11th Air Defense Artillery Brigade (ADA) a intercepté avec succès un missile balistique de portée intermédiaire (IRBM), qui a été lancé près de Hawaï, le 11 juillet 2017. Les soldats ont utilisé les procédures d'un scénario réel de combat dans le port spatial du Pacifique sur l'Île de Kodiak, en Alaska, et n'étaient pas informés de l'horaire de lancement de l'IRBM.
Le 19 octobre 2017, la batterie D-2 THAAD (batterie delta, 2nd Air Defense Artillery Regiment) a changé de drapeau, passant de la 11th ADA Brigade à la 35th ADA Brigade avant le changement permanent de station de Fort Bliss vers la Corée du Sud.

## Lignée
L'unité est constituée le 1er juin 1821 dans l'armée régulière en tant que 2nd Regiment of Artillery (deuxième régiment d'artillerie) et est organisée à partir des unités existantes avec son quartier général à Baltimore, dans le Maryland,.
Le 2nd U.S. Artillery prend part avec distinction à la guerre américano-mexicaine et le capitaine de l'U.S. Army James Duncan reçoit trois brevets—commandant, lieutenant-colonel et colonel pour ses actions lors de la guerre,.
Le régiment est dissous le 13 février 1901, est ses éléments sont réorganisés et renommé en tant que compagnies identifiées séparées et batteries du corps de l'artillerie.
Il est reconstitué le 1er juillet 1924 dans l'armée régulière, en tant que 2nd Coast Artillry à fort Sherman au sein des défenses côtières de Cristobal (batteries E, G, et H simultanément réorganisées et rebaptisées à partir d'unités existantes dans la zone du Canal de Panama). Le régiment a été organisé en renommant les compagnies 13th, 14th, 15th, 16th, 18th, 19th, 20th, 21st, 22nd, 23rd et 24th du corps d'artillerie côtière (CAC). Les batteries B, C, D, E, H, I, K, et L sont de la lignée et les désignations des batteries correspondent à celles de l'ancien 2nd Artillery,.
La batterie C est activée le 30 avril 1926 dans la zone du canal ; la batterie G est simultanément inactivée dans la zone du canal. Les batteries C, E et H sont inactivées le 15 avril 1932 dans la zone du canal et transférées, sans le personnel et l'équipement au fort Monroe.
Le quartier général régimentaire et les batteries C, E et H sont activés le 30 avril 1932 au fort Monroe, Virginie, aux défenses portuaires de Chesapeake avec le personnel du 12th Coast Artillery inactivé.
La batterie A est activée le 1er septembre 1935 au fort Monroe, en Virginie ; la batterie H est simultanément inactivée au fort Monroe, Virginie. Les batteries B et D sont activées le 1er novembre 1938 au fort Monroe, en Virginie. la batterie F est activée le 1er février 1940 au fort Monroe, en Virginie. Le reste des premier et deuxième bataillons sont activés le 1er août 1940 au fort Monroe, en Virginie en tant que régiment de défense portuaire de type B. La batterie G est activée le 1er mars 1941 au fort Monroe, en Virginie. Le régiment est modernisé en type A en 1941. Le reste du régiment est activé le 30 avril 1942 au fort Monroe, en Virginie.
La batterie K est activée à fort Moultrie avec le personnel et l'équipement de la batterie D, 263rd Coast Artillery. La batterie H est envoyée à fort Macon en juillet 1942.
En septembre, la batterie K et un peloton de la batterie N sont affectés au fort Macon.
En 1942, les batteries du deuxième bataillon sont affectées aux forts Moultrie, Monroe, et Mâcon, et à Little Creek Mine Base, VA.
Le régiment change de type passant du type A au type C le 21 avril 1942.
Les batteries des défenses portuaires temporaires de Beaufort utilisent la batterie de canon de 5 pouces sur Cape Lookout et les canons de 6 pouces de fort Macon.
Le régiment est dissous le 1er octobre 1944 et ses éléments réorganisés et rebaptisés comme suit :
Les quartiers généraux et ceux de la  batterie et les batteries A, B, C, G, H et I du 2nd Coast Artillery Battalion (le 2nd Coast Artillery Battalion est inactivé le 1er avril 1945 au fort Monroe, en Virginie ; il est activé le 1er août 1946 au fort Winfield Scott, en Californie  et inactivé le 25 novembre 1946 au fort Winfield Scott, en Californie).
Les batteries D, E, et F en tant qu'éléments du 175th Coast Artillery Battallion (elles sont inactivées le 20 juillet 1946 au fort Monroe, en Virginie). Les anciens éléments du  2d Coast Artillery sont reconstitués et/ou consolidés  le 28 juin 1950 pour former les unités suivantes :
Les quartiers généraux et les quartiers généraux du détachement, du  2d Coast Artillery Battalion sont consolidés avec les quartiers généraux de la batterie du 2nd Antiaircraft Artillery Group (voir annexe 1), et l'unité consolidée est désignée comme les quartiers généraux et les quartiers généraux de la batterie du 2d Antiaircraft Artillery Group.
Les quartiers généraux et les quartiers généraux de la batterie, du 1st Battalion du 2nd Coast Artillery sont reconstitués dans l'armée régulière et sont désignés comme les quartiers généraux et les quartiers généraux de la batterie,  2nd Antiaircraft Artillery Battalion ; simultanément la batterie A des défenses portuaires de la baie de Chesapeake (anciennement la batterie A, 2d Coast Artillery Battalion), les batteries B et C du 2nd Coast Artillery Battalion, et la batterie F, 2nd Harbor Defenses of Chesapeake Bay  (anciennemen la batterie A du 175th Coast Artillery Battalion), sont rebaptisées comme les batteries A, B, C, et D, 2d Antiaircraft Artillery Battalion, respectivement.
Les quartiers généraux et les quartiers généraux de la batterie du 2nd Battalion, 2nd Coast Artillery sont reconstitués dans l'armée régulière et sont désignés comme les quartiers généraux et les quartiers généraux de la batterie  du 2th Antiaircraft Artillery Battalion ; simultanément des batteries B, C, D, et E des défenses portuaires de la baie de Chesapeake (anciennement les batteries E, F, G, et H, 2nd Coast Artillery) sont rebaptisées comme les batteries A, B, C, et D du 12th Antiaircraft Artillery Battalion, respectivement ; le bataillon est simultanément consolidé avec le 136th Antiaircraft Artillery Gun Battalion  (voir annexe 2), et l'unité consolidée est désignée comme le 12th Antiaircraft Artillery Battalion.
Les quartiers généraux et les quartiers généraux de la batterie du 3rd Battalion, 2nd Coast Artillery sont reconstitués dans l'armée régulière ; ils sont simultanément consolidés avec la batterie F du 2d Coast Artillery Battalion, de la batterie E du 175th Coast Artillery Battalion, et du 42nd Antiaircraft Artillery Automatic Weapons Battalion (actif) (voir l'annexe 3), et l'unité consolidée est désignée comme le 42d Antiaircraft Artillery Automatic Weapons Battalion, un élément de la neuvième division d'infanterie.
Après le 28 juin 1950, les unités ci-dessus subissent les modifications suivantes :
Les quartiers généraux et les quartiers généraux de la batterie, 2nd Antiaircraft Artillery Group, sont activés le 10 juin 1951 au camp Edwards, dans le Massachusetts.
Ils sont réorganisés et rebaptisés le 20 mars 1958 en tant que quartiers généraux et quartiers généraux de la batterie, du 2nd Artillery Group.
Ils sont inactivés le 15 décembre 1961 à Lockport Air Force Station, New York.
le 2d Antiaircraft Artillery Battalion est rebaptisé le 27 février 1951, en tant que 2d Antiaircraft Artillery Automatic Weapons Battalion et affecté à la première division blindée.
Il est activé la 7 mars 1951 au fort Bliss, au Texas
Il est consolidé le 20 mars 1951 avec le 434th Antiaircraft Artillery Automatic Weapons Battalion (voir l'annexe 4), et les unités consolidées sont désignées comme le 2nd Antiaircraft Artillery Automatic Weapons Battalion.
Il est rebaptisé le 20 mai 1953, en tant que 2d Antiaircraft Artillery Battalion
Il est inactivé le 15 février 1957, au fort Polk, en Louisiane, et relevé de son affectation à la première division blindée.
Le 12th Antiaircraft Artillery Battalio est rebaptisé la 13 mars 1952 que le 12th Antiaircraft Artillery Gun Battalion.
Il est activé le 8 avril 1952 au fort Hancock, dans le New Jersey.
Il est rebaptisé le 15 mai 1953, en tant que 12th Antiaircraft Artillery Battalion.
Il est inactivé le 20 décembre 1957 à New York, dans l'État de New York
Le 42d Antiaircraft Artillery Automatic Weapons Battalion est rebaptisé le 25 mai 1954 en tant que 42d Antiaircraft Artillery Battalion.
Il est inactivé le 1er décembre 1957 au fort Carson, dans le Colorado, et est relevé de son affectation à la neuvième division d'infanterie. Les quartiers généraux et les quartiers généraux de la batterie, 2nd Artillery Group; 2nd, 12th, et 42nd Antiaircraft Artillery Battalions ; et le 2nd Field Artillery Battalion (organisé en 1907) sont consolidés, réorganisés et rebaptisés le 15 décembre 1961, en tant que 2nd Artillery, un régiment parent au sein sur système régimentaire d'armes de combat.
Le 2nd Artillerry (moins ancien que le 2nd Field Artillery Battalion) est réorganisé et rebaptisé le 1er septembre 1971, en tant que 2nd Air Defense Artillery, un régiment parent au sein sur système régimentaire d'armes de combat (ancien 2d Field Artillery Battalion simultanément réorganisé et rebaptisé comme le 2nd Field Artillery, qui est ci-après une lignée distincte). Il est retiré le 16 janvier 1989 du système régimentaire d'armes de combat et réorganisé au sein du système régimentaire de l'armée des États-Unis.

### Annexe 1
Ils sont constitués le 5 août 1942 dans l'armée des États-Unis en tant que quartiers généraux et quartiers généraux de la batterie du  2d Antiaircraft Artillery Automatic Weapons Group. Ils sont activés le 17 août 1942 au fort Bliss, au Texas. Ils sont rebaptisés le 26 mai 1943 en tant que  quartiers généraux et quartiers généraux de la batterie du 2nd Antiaircraft Artillery Group. Ils sont inactivés le 26 octobre 1945 au camp Kilmer, au New Jersey.

### Annexe 2
Il est constitué le 25 février 1943 dans l'armée des États-Unis comme le 136th Antiaircraft Artillery Gun Battalion. Il est activé le 15 juin 1943 au camp Edwards, dans le Massachusetts. Il est inactivé le 12 décembre 1945 au Camp Myles Standish, dans le Massachusetts.

### Annexe 3
Il est constitué le 25 février 1943 dans l'armée des États-Unis comme le 795th Coast Artillery Battalion. il est activé le 20 avril 1943 au camp Stewart, en Géorgie. Il est rebaptisé le 30 avril 1943 en tant que 795th Antiaircraft Artillery Automatic Weapons Battalion.
Il est inactivé le 31 décembre 1945 en Allemagne. Il est rebaptisé le 25 juin 1948 en tant que 42nd Antiaircraft Artillery Automatic Weapons Battalion et affecté à la neuvième division d'infanterie. Il est activé le 12 juillet 1948 au fort Dix, au New Jersey.

### Annexe 4
Il est constitué le 31 janvier 1942 dans l'armée des États-Unis comme le 434th Coast Artillery Battalion. Il est activé le 1er mars 1942 au camp Hulen, au Texas. Il est rebaptisé le 5 décembre 1943 en tant que 434th Antiaircraft Artillery Automatic Weapons Battalion. Il est dissous le 14 janvier 1945 en Italie. Il est reconstitué le 20 mars 1951 dans l'armée régulière.

## Participation à ces campagnes
- Guerre de 1812 : Canada.
- Guerres indiennes :Floride, contre les Séminoles.
- Guerre du mexique : Palo Alto; Resaca de la Palma ; Monterey ; Vera Cruz, Cerro Gordo ; Contreras; Churubusco ; Molino del Rey ; Chapultepec; Tamaulipas 1846; Puebla, en 1847.
- Guerre de Sécession : Bull Run ; Péninsule; Antietam ; Fredericksburg ; Chancellorsville ; Gettysburg ; Wilderness ; Spotsylvania ; Cold Harbor ; Petersburg ; Shenandoah ; Appomattox ; Floride, 1861 ; Virginie 1861 ; Floride, 1862 ;  Virginie 1862 ; Virginie 1863 ; Maryland 1863 ; Virginie 1865.
- Seconde Guerre mondiale : Tunisie; Naples-Foggia ; Anzio; Rome-Arno ; Normandie ; Nord de la France ; Nord des Apennins , Rhénanie ; Ardennes-Alsace ; Europe Centrale ; Angleterre en 1944.
- Vietnam : contre-offensive, phase II; contre-offensive, phase III ; contre-offensive du Tet  ; contre-offensive, phase IV ; contre-offensive phase V ; contre-offensive phase VI ; Tet 69/contre-offensive ; été-automne 1969 ; hiver-printemps 1970 ; contre-offensive du sanctuaire ; contre-offensive phase VII.
- Asie du sud-ouest: libération et défense du Koweït.

## Décorations
- Army Superior Unit Award pour 1990-1991
- Air Force Outstanding Unit Award pour la Corée en 1978-1981

## Configuration actuelle
Active :
- Troisième bataillon, deuxième régiment d'artillerie de défense aérienne
- Batterie A, deuxième régiment d'artillerie de défense aérienne
- Batterie B, deuxième régiment d'artillerie de défense aérienne
- Batterie D, deuxième régiment d'artillerie de défense aérienne

Inactif :
- Premier bataillon, deuxième régiment d'artillerie de défense aérienne[12]
- Deuxième bataillon, deuxième régiment d'artillerie de défense aérienne
- Quatrième bataillon,deuxième régiment d'artillerie de défense aérienne
- Cinquième bataillon, deuxième régiment d'artillerie de défense aérienne[13]